# Volksbühne

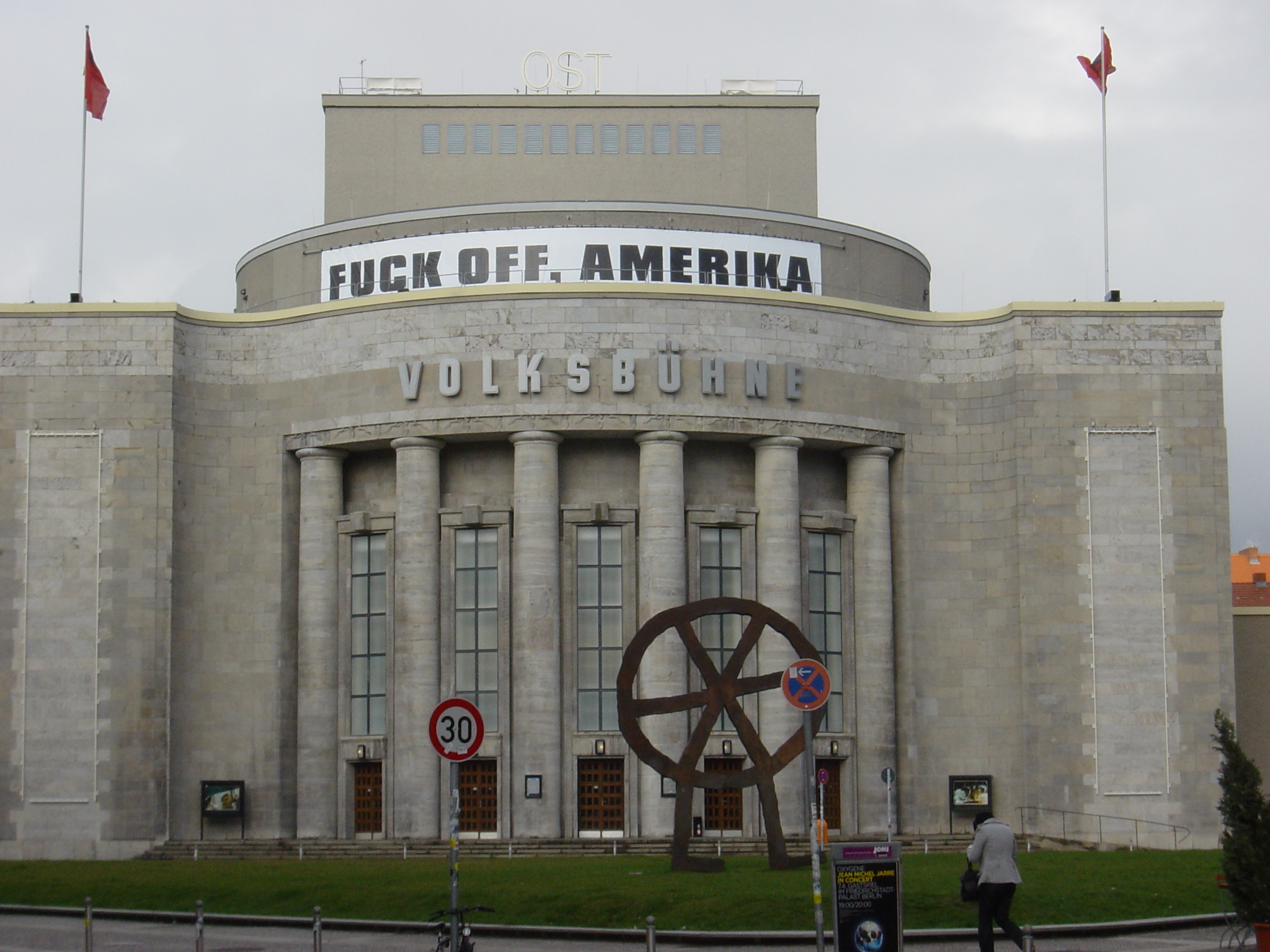
Volksbühne i Berlin (2008)

Volksbühne (svenska Folkteatern) är en teater på Rosa-Luxemburg-Platz i stadsdelen Mitte i centrala Berlin. Mellan andra världskriget och Tysklands återförening 1990 låg teatern i Östberlin.
Teatern har sitt ursprung i publikorganisationen Freie Volksbühne, grundad 1890 i syfte att erbjuda föreställningar av hög konstnärlig kvalitet till låga priser för en bred publik, till stor del rekryterad ur arbetarklassen. Teaterhuset stod färdigt 1914 och dess arkitekt var Oskar Kaufmann. Byggnaden blev svårt skadad under andra världskriget men återuppbyggdes i början av 1950-talet.
Under teaterns första år 1915-1918 var regissören Max Reinhardt konstnärlig ledare. Under 1920-talet regisserade Erwin Piscator flera föreställningar på Volksbühne, däribland den banbrytande Fahnen 1924 av Alfons Paquet. Från 1974 till 1978 var den internationellt framgångsrike regissören Benno Besson teaterns chef.
Från 1992 till 2015 var Frank Castorf chef och ledande regissör. Hans expressiva föreställningar är nyskapande och ofta provokativa och räknas till de främsta inom tysk samtida scenkonst.